# Hymenoepimecis tedfordi
Hymenoepimecis tedfordi là một loài tò vò trong họ Ichneumonidae.